# 싸이언 소시의 쿠키
싸이언 소시의 쿠키(CYON Sosi's Cooky)는 LG전자가 2010년 4월 26일에 출시한 휴대 전화이다. 기종명 '소시의 쿠키'는 출시 당시 대한민국의 음악 그룹 소녀시대를 광고 모델로 내세운 데서 유래하였다.